# Pacifica (statue)
Pour les articles homonymes, voir Pacifica.

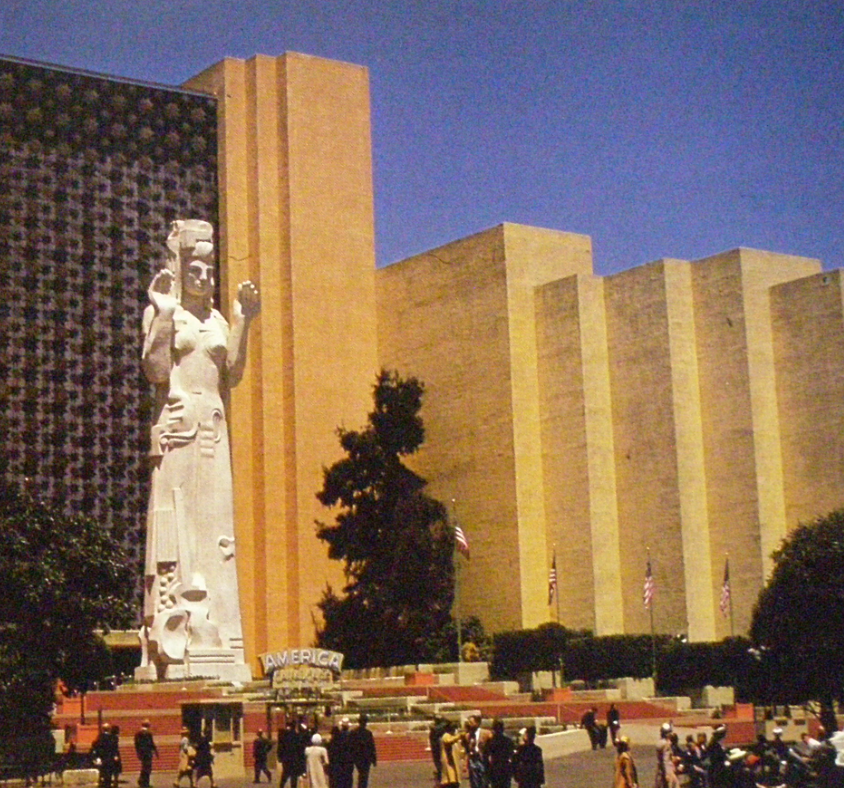
Pacifica à l'exposition internationale du Golden Gate

Pacifica est le nom d'une statue créée par Ralph Stackpole à l'occasion de  l'exposition internationale du Golden Gate qui s'est tenue sur Treasure Island dans la baie de San Francisco de 1939 à1940. C'est la plus grande sculpture que l'artiste ait faite, elle s'élevait à 25 m au-dessus de l'entrée de Cavalcade of the Golden West, dans la Cour de Pacifica. Cette œuvre était dédiée aux explorateurs héroïques des territoires de l'océan Pacifique, elle représentait la paix dans le monde et l'amitié des peuples dans la région pacifique. Elle a été le phare de l'exposition ,,.

## Réalisation du projet
Il a fallu deux ans à Stackpole pour achever son projet. Celui-ci a débuté par la réalisation d'une petite statuette de 8 cm. Il lui a fallu ensuite faire une cinquantaine de tentatives pour arriver à la version finale haute de 3 m.
Pour réaliser la statue proprement dite, il a fallu diviser le modèle en sections transversales. Chaque section a ensuite été agrandie huit fois par à un procédé utilisant un pantographe. Des échafaudages ont été mis en place et positionnés pour l'assemblage précis de chaque tronçon agrandi. La structure portante a été faite en fer plié et façonné selon les contours de la statue. Un treillis métallique a été posé sur ce cadre puis il a été recouvert d'une couche de plâtre. Un tel procédé de construction ne pouvait convenir qu'à une installation temporaire.
En novembre 1938, Pacifica était prête pour l'appareil photo d'Alfred Eisenstaedt, le photographe de Life. Le magazine a légendé l'image de l'œuvre la plus monumentale de Stackpole en disant qu'il s'agissait d'une figure féminine paisible, contemplative et presque priante .

## Pacificaà l'exposition internationale du Golden Gate
Pacifica était le monument le plus grand et le plus visible de toute l'exposition. Elle a été installée devant une paroi de pierre de 30 mètres de haut faisant comme un rideau. Cette sorte de toile de fond était incrustée d'étoiles en métal et de petits tubes qui émettaient un son lorsque la brise les traversait . Au centre de la cour, devant la statue, il y avait une fontaine circulaire entourée des œuvres de huit autres sculpteurs qui représentaient des habitants des rives du Pacifique.

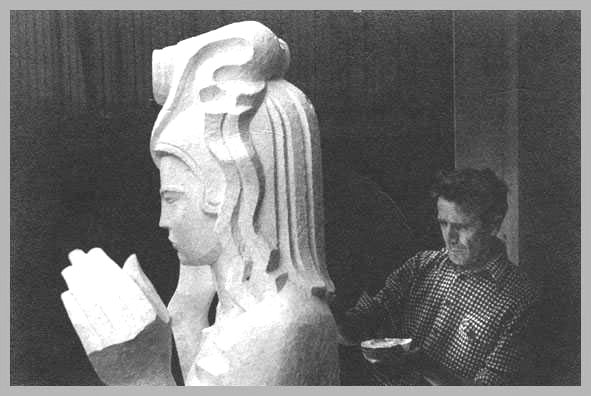
Ralph Stackpole avec un des modèles de Pacifica

## Installation

### Mise en lumière
La statue était éclairée par deux projecteurs immergés de 1500 watts. Ces projecteurs géants donnaient à Pacifica une allure "d'altesse royale". Le mur de fond, ou Grande Fenêtre, était éclairé par 75 projecteurs orange, 150 rouges et 300 bleus ; ils avaient chacun une puissance de 200 watts et étaient contrôlés par thyratron. Quand la nuit tombait, l'installation avait une apparence à la fois colorée et mystérieuse 
« Ces lumières contrastées donnaient vie à la statue, on aurait cru qu'elle allait descendre l'esplanade jusqu'à la Cour des Sept Mers ».

### Décoration florale
Tout autour de la statue on avait planté des calendulas orange en fleur, ainsi que des renoncules et des anémones rouges, jaunes et violettes qui, à cette époque, étaient censés donner une touche romantique et parfumée .

## Destruction
Entre 1939 et 1940 l'exposition a reçu 16 millions de visiteurs . En 1941 la marine américaine a racheté l'île artificielle et en a fait une base navale, la plupart des structures de l'exposition ont été démolies  ; Pacifica a été détruite le 22 janvier 1941 ,,.
Quand l'évènement fut terminé, Stackpole proposa que la sculpture soit refondue dans une matière plus pérenne, comme de l'acier, de la pierre ou du béton, et qu'elle soit installée sur une île de la baie de San Francisco, par exemple Alcatraz ou Angel Island, un peu comme la statue de la Liberté dans le port de New York. Cette proposition n'a pas été sérieusement étudiée par les autorités qui étaient accaparées par les menaces de guerre en Asie et en Europe. La sculpture et la plupart des bâtiments de l'exposition ont été dynamités en 1942 et la marine américaine a utilisé l'île comme base pendant la Seconde Guerre mondiale.

## PacificaII
Aujourd'hui, une association à but non lucratif appelée The Pacifica II Statue Project travaille sur le projet de reconstruire la statue Pacifica sur Treasure Island . Il existe encore aujourd'hui une reproduction de Pacifica de 2,40 m de hauteur. Elle se trouve dans le jardin du City College of San Francisco Ocean Campus, juste à côté du Diego Rivera Theatre .